# Diane E. Griffin
Diane Edmund Griffin (* 5. Mai 1940 in Iowa City, Iowa; † 28. Oktober 2024 in Baltimore, Maryland) war eine US-amerikanische Mikrobiologin, Immunologin und Virologin.

## Werdegang
Griffin wuchs in Oklahoma City und Rock Island in Illinois auf und studierte ab 1958 am Augustana College und danach an der Stanford University, wo sie in Mikrobiologie promovierte und gleichzeitig Medizin studierte (M.D. 1968, Ph.D. in Mikrobiologie 1970). Danach ging sie mit ihrem Ehemann an die Johns Hopkins University School of Medicine, wo sie Forschung in Virologie und Immunologie unter Richard T. Johnson begann, zunächst am Sindbis-Virus, einem Alphavirus, das Gehirnhautentzündung bei Mäusen verursacht, dann über Schädigungen des Nervensystems durch Masernviren. 1973 wurde sie Assistant Professor, 1979 Associate Professor und 1986 Professor in der Abteilung Neurologie. Ab 1994 stand sie der Abteilung Mikrobiologie und Immunologie der Bloomberg School of Public Health vor. 1975 bis 1982 forschte sie außerdem am Howard Hughes Medical Institute. Als 2001 ein anonymer Spender der Johns Hopkins University 100 Millionen Dollar für ein Malariainstitut spendete, wurde sie Gründungsdirektorin. 2007 gab sie die Leitung an Peter Agre ab.
Sie befasste sich besonders mit Alphaviren, Masern, akuter Gehirnhautentzündung und Malaria. Sie fand, dass Masernviren das erworbene Immunsystem schwächen, insbesondere werde die zellvermittelte Immunantwort über T-Lymphozyten zerstört, so dass nur die Abwehr über Antikörper bleibt. Dies sei ein Grund warum es besonders in Entwicklungsländern aufgrund sekundärer Infektionen zu schwerwiegenden Verläufen kommt und Kleinkinder unter 6 Monaten nicht geimpft werden können. Sie unternahm mit Johnson Feldstudien in Peru und später in Sambia, wo sie zu ihrer Überraschung fand, dass Maserninfektionen die Vermehrung von HIV bei Kindern unterdrückten.
Das von ihr geleitete Malaria-Institut forschte zum Beispiel an verbesserten diagnostischen Methoden, Impfstoffen, Behandlung auf Basis von Artemisinin und transgenen, Malaria nicht übertragenden Moskitos.
2016 erhielt sie den Maxwell Finland Award. 2004 wurde sie Mitglied der National Academy of Sciences und des Institute of Medicine der National Academies, 2018 der American Philosophical Society, 2024 der American Academy of Arts and Sciences. Sie war Mitglied der American Association for the Advancement of Science und der American Academy of Microbiology. 1999 bis 2000 war sie Präsidentin der American Society for Virology.
1965 heiratete sie den Neurologen John Griffin († 2021). Sie starb Ende Oktober 2024 im Alter von 84 Jahren in Baltimore, Maryland.

## Veröffentlichungen (Auswahl)
- mit David M. Knipe und Peter M. Howley (Hrsg.): Fields Virology. 5. Auflage, Lippincott Williams & Wilkins 2006, ISBN 978-0-7817-6060-7.
- mit Charles H. Calisher (Hrsg.): Emergence and control of zoonotic viral encephalitides. Springer 2004, ISBN 978-3-211-20455-9, doi:10.1007/978-3-7091-0572-6.